# 信实集团
信实安尼尔·德鲁拜·安巴尼集团（Reliance Anil Dhirubhai Ambani Group），简称信实ADA集团、信实集团，是印度孟买的一个大型联合企业，从信实工业分离而来，有多个子公司，经营金融、建筑、医疗、娱乐、国防等不同领域。

## 历史
前身为信实工业，信实集团在2005年12月从信实工业分离出来，由信实工业创始人德鲁拜·安巴尼的儿子安尼尔·安巴尼领导。